# 新カメルーン

新カメルーン
Neukamerun (ドイツ語)

  新カメルーン

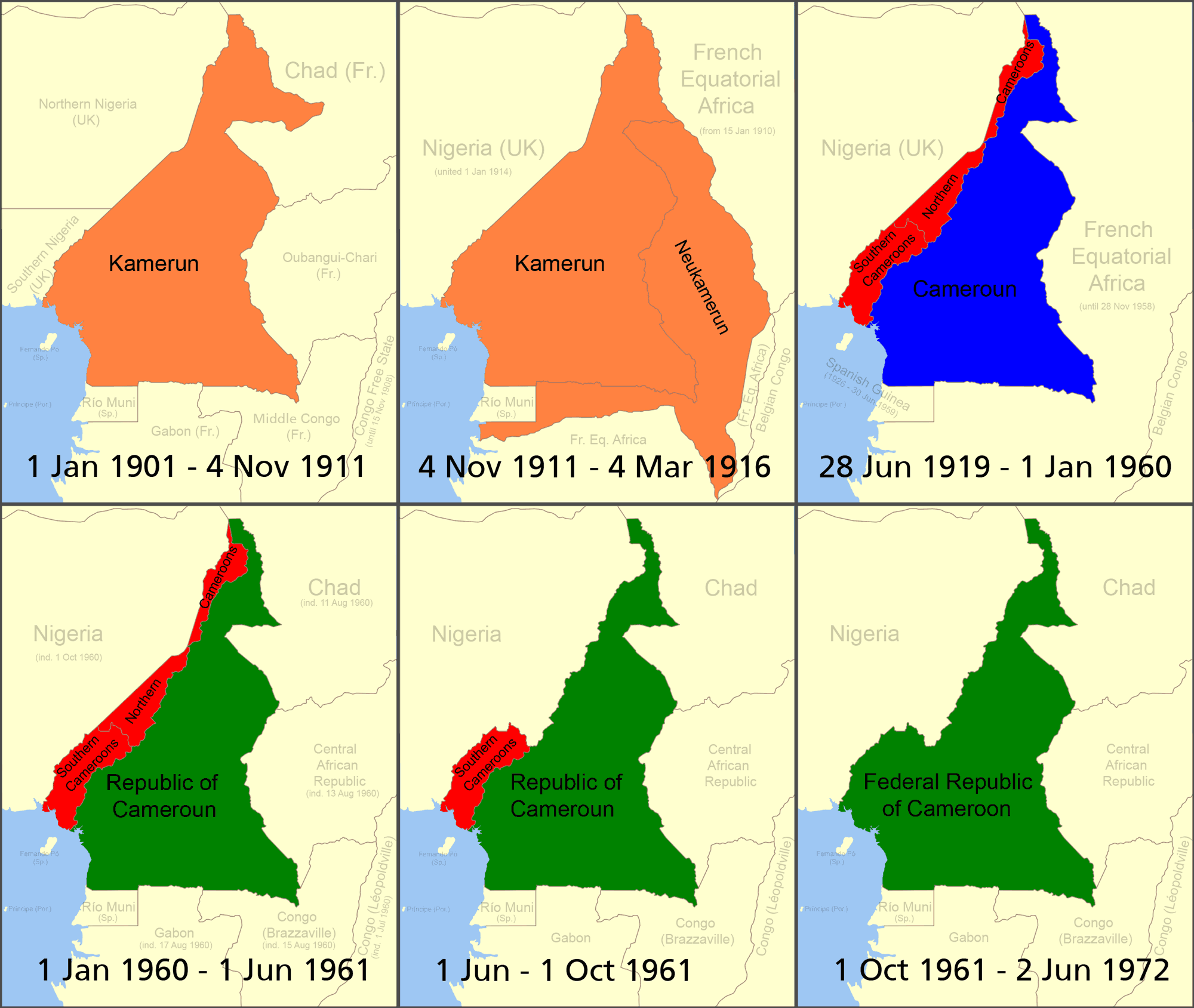
1901年～1972年のカメルーンの領域の変遷

新カメルーン（ノイカメルーン、ドイツ語：Neukamerun）は、1911年にフランス共和国からドイツ帝国に割譲された、アフリカ中央の領域。現在のチャド、中央アフリカ共和国、コンゴ共和国、ガボンの一部に相当する。

## 歴史
1907年、ドイツ領カメルーン総督のテオドール・ザイツは、フランス領コンゴの領有を主張した。ドイツ領カメルーンから外洋に繋がる大河はコンゴ川しか無く、カメルーンより東の領域を獲得する事で、コンゴ川を更に活用出来ると考えた。
1911年4月、モロッコの侵略権で対立していたフランスとドイツの間で第二次モロッコ事件が発生した。フランス側にはイギリス帝国とベルギーが付いていた。7月9日、両国は交渉を行う事を合意した。11月4日、フェス条約が結ばれた。ドイツはフランスがモロッコを支配する事を認める代わりに、フランス領コンゴの一部と、カメルーン北部のロゴーヌ川とシャリ川の間の地域を獲得し、新カメルーンとした。新カメルーンは直ちにドイツ保護領カメルーンに併合され、ドイツ保護領カメルーンの面積は46.5万km²から76万km²に増加した。この取引に対してドイツ本国で議論が発生し、反対派は新領土から得られる利益は少ないと主張した。この問題を受けて、植民地長官が辞任した。
1914年、第一次世界大戦が始まり、フランスはこの領域を再獲得しようと試みた。
1916年、フランスはカメルーンからドイツを駆逐し、委任統治領とした。フランス領赤道アフリカには統合しなかった。

## 関連資料
- DeLancey, Mark W., and DeLancey, Mark Dike (2000). Historical Dictionary of the Republic of Cameroon (3rd ed.). Lanham, Maryland: The Scarecrow Press. ISBN 0-8108-3775-7.
- Hoffmann, Florian (2007). Okkupation und Militärverwaltung in Kamerun. Etablierung und Institutionalisierung des kolonialen Gewaltmonopols. Göttingen: Cuvillier. ISBN 978-3-86727-472-2
- Neba, Aaron (1999). Modern Geography of the Republic of Cameroon, 3rd ed. Bamenda: Neba Publishers. ISBN 0-941815-02-1.
- Ngoh, Victor Julius (1996). History of Cameroon Since 1800. Limbé: Presbook. ISBN 0-333-47121-0.
- Map of the German Cameroons